# Кабанабона
Кабанабона — село в Іспанії, у складі автономної спільноти Каталонія, провінція Леріда.